# 肥後静雄

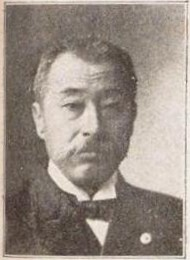
肥後静雄

肥後 静雄（ひご しずお、1858年3月17日（安政5年2月3日） - 1924年（大正13年）8月23日）は、日本の政治家。衆議院議員（1期）。

## 経歴
鹿児島県出身。曽於郡志布志郷の後の東志布志村（志布志町を経て現志布志市の一部）に生まれる。薩摩藩藩校造士館に学ぶ。囎唹郡東志布志村長、鹿児島県会議員となる。
1912年の第11回衆議院議員総選挙において鹿児島県郡部から立憲政友会公認で立候補して当選した。衆議院議員を1期務め、1915年の第12回衆議院議員総選挙には立候補しなかった。1924年に死去した。